# پیرائه
پیرائه (به فرانسوی: Pirae) یک کمون است که در پلی‌نزی فرانسه واقع شده‌است. پیرائه ۳۵٫۴ کیلومتر مربع مساحت و ۱۴٬۴۷۵ نفر جمعیت دارد.